# Espacio de Sóbolev
Un espacio de Sóbolev es un tipo de espacio vectorial funcional, dotado de una norma de tipo Lp, tal que la función y sus derivadas hasta cierto orden tienen norma finita. Un espacio de Sóbolev puede ser considerado como un subespacio de un espacio Lp, estos espacios reciben su nombre del matemático ruso Serguéi Sóbolev.

## EspaciosWm,p(Ω){\displaystyle W^{m,p}(\Omega )}
Un espacio de Sóbolev es un espacio vectorial normado de funciones, que puede verse como un subespacio de un espacio Lp. De hecho un espacio de Sóbolev es un subespacio vectorial del espacio Lp formado por clases de funciones tales que sus derivadas hasta orden m pertenecen también a Lp. Dado un dominio {\displaystyle \scriptstyle \Omega \subset \mathbb {R} ^{n}} el espacio de Sobolev {\displaystyle \scriptstyle W^{m,p}(\Omega )\,} se define como:

{\displaystyle W^{m,p}(\Omega )=\{f\in L^{p}(\Omega )|\ D^{\alpha }f\in L^{p}(\Omega ),\ \forall \alpha \in \mathbb {N} ^{n}:|\alpha |\leq m\ \}\subset L^{p}(\Omega )}

Donde {\displaystyle D^{\alpha }f\,} es la notación multi-índice para las derivadas parciales. Debe tenerse presente que dicho espacio, al igual que Lp(Ω), está de hecho formado realmente por clases de equivalencia de funciones.
La norma del espacio de Sóbolev se define a partir de la norma {\displaystyle \|\cdot \|_{L^{p}(\Omega )}} de Lp:

{\displaystyle \|f\|_{m,p,\Omega }=\left[\sum _{|\alpha |\leq m}\|D^{\alpha }f\|_{L^{p}(\Omega )}^{p}\right]^{1/p},\qquad 1\leq p<\infty }

{\displaystyle \|f\|_{m,\infty ,\Omega }=\max _{|\alpha |\leq m}\|D^{\alpha }f\|_{L^{\infty }(\Omega )}}

Algunas propiedades interesantes son:
- Los espacios de Sóbolev son reflexivos, es decir isomorfos a su espacio bidual, para {\displaystyle \scriptstyle 1<p<\infty }
- El espacio de Sóbolev {\displaystyle \textstyle W^{0,p}(\Omega )=L^{p}(\Omega )}
- {\displaystyle \textstyle W^{m,p}(\Omega )\hookrightarrow \hookrightarrow W^{k,p}(\Omega )} si {\displaystyle \textstyle m>k}
- {\displaystyle \textstyle C^{m}({\bar {\Omega }})\hookrightarrow W^{m,p}(\Omega )}
- {\displaystyle \textstyle C^{\infty }({\bar {\Omega }})\cap W^{m,p}(\Omega )} es denso en {\displaystyle \textstyle W^{m,p}(\Omega )}

Esta última propiedad permite definir un subespacio de clases de equivalencia de funciones que se anulan sobre la frontera, a partir de la clausura topológica:

{\displaystyle W_{0}^{m,p}(\Omega )={\overline {W^{m,p}(\Omega )\cap C_{0}^{\infty }(\Omega )}}}

## EspaciosHm(Ω){\displaystyle H^{m}(\Omega )}
Los espacios de Sóbolev, con {\displaystyle p=2\,} están dotados de manera natural de la estructura de espacio de Hilbert al igual que los espacios L2:

{\displaystyle H^{m}(\Omega )\equiv W^{m,2}(\Omega )}

Donde el producto interno se define a partir del producto interno de L2:

{\displaystyle (f,g)_{H^{m}(\Omega )}=\sum _{|\alpha |\leq m}(D^{\alpha }f,D^{\alpha }g)_{L^{2}(\Omega )}}

Análogamente al caso de los espacios {\displaystyle W_{0}^{m,p}(\Omega )} se define el espacio:

{\displaystyle H_{0}^{m}(\Omega )={\overline {H^{m}(\Omega )\cap C_{0}^{\infty }(\Omega )}}}

### Ejemplo
Dado el intervalo [a, b], se puede definir el espacio de Sobolev {\displaystyle \scriptstyle H^{1}([a,b])} a partir del espacio de funciones continuamente diferenciables sobre [a, b] con un producto escalar obtenido por la integral definida desde a hasta b, de la suma de los productos de funciones con el producto de sus derivadas:

(*){\displaystyle \int _{a}^{b}[x(t)y(t)+x'(t)y'(t)]dt}

Dicho espacio no es completo; su completación es un espacio de Hilbert llamado espacio de Sóbolev y denotado H {\displaystyle ^{1}}. 
Propiedad: El espacio {\displaystyle \scriptstyle H^{1}([a,b])} está encajado en el espacio de las funciones continuas {\displaystyle \scriptstyle C^{1}[a,b]}.